# Noriko Ogawa (pianiste)
Pour les articles homonymes, voir Noriko Ogawa et Ogawa.
Noriko Ogawa (小川典子, Ogawa Noriko) (né en 1962) est une pianiste japonaise de musique classique.
Née à Kawasaki, Ogawa étudie au Conservatoire de musique de Tokyo (1977–80) et à la Juilliard School à New York (1981–5), puis plus tard auprès de Benjamin Kaplan. Après avoir terminé deuxième d'un concours de musique japonais en 1984, elle remporte le troisième prix de l'édition 1987 du Concours international de piano de Leeds, qui lance sa carrière d'interprète internationale,. Elle fait ses débuts à New-York en 1982 et à Londres en 1988.
Ogawa collabore avec la pianiste britannique Kathryn Stott (en) depuis 2001 et la paire a enregistré des œuvres de Delius pour BIS Records. En 2003, elles donnent la première interprétation du Circuit de Graham Fitkin. Elle entretient également d'une collaboration de longue date avec le clarinettiste Michael Collins.
Ogawa travaille en étroite collaboration avec le compositeur japonais Tōru Takemitsu, et est apparue comme avocate de sa musique au cours de l'émission de musique classique Visionaries de la BBC news en septembre 2008.
Elle enseigne à la Guildhall School of Music and Drama de Londres.
Ogawa s'est engagée dans la collecte de fonds pour les efforts de secours et de reconstruction après le tremblement de terre japonais du mois de mars 2011.

## Discographie sélective
- Camille Saint-Saëns, concertos pour piano et orchestre n° 1 et 2, Noriko Ogawa, piano, Tapiola Sinfonietta, dir. Jean-Jacques Kantorow. CD Bis 2000.

## Source de la traduction
- (en) Cet article est partiellement ou en totalité issu de l’article de Wikipédia en anglais intitulé « Noriko Ogawa (pianist) » (voir la liste des auteurs).